# ポポロクロイス 月の掟の冒険
『ポポロクロイス 月の掟の冒険』（ポポロクロイス つきのおきてのぼうけん）は、2004年3月18日にソニー・コンピュータエンタテインメントから発売されたPlayStation 2用のRPG。「ポポロクロイス物語」ゲームシリーズの第5作目にあたる。

## 概要
『はじまりの冒険』の続編に当たる作品。前作より仲間になるキャラクターが3人増え、より自由度の高い戦闘が可能になった。また、「フリック」システムや、Ex装備などの隠し要素、グローバルアクティブゲージの追加など、前作よりも攻略に幅が出ている。ストーリーのボリュームは全6章（終章を除く）の構成となり、プレイ時間ベースではシリーズ中最長である。
ローディング時間については、シリーズ中で初めて「Now Loading」の表示が登場。

## あらすじ
前作『ポポロクロイス はじまりの冒険』から半年後。城の馬の様子がおかしいと、動物と話す能力を持つレオナを呼ぶようにピノンが命じられる。レオナを呼んだ後、かつての仲間マルコやルナとの再会を果たすピノンだったが、その直後、ポポロクロイスの人々が石化するという事件が発生する。石になった人々を元に戻すため、ピノンが再び旅に出る。

## 地名
マリーナ城
海の妖精王セレーネが治める城。日の光が届かない海底深くに存在している。ルナの故郷であり、イベントのみの通過となる。
いさごへの道
ポポロクロイス平原とポポロクロイス海岸の間に存在する秘密の道。その先にはいさごの神殿が存在し、闇の妖精王ゼフィスの森の半身が封印されている。
タートルベース
マリーナ城付近に出没する亀の形をした巨大な潜水艇。風雲黒潮大魔王と名乗るガミガミ魔王によって治められており、工場ベース以外にも、昭和初期を思い出すような居住区なども存在する。
クロコネシア島
海を守る種族・クロコネシア人が住む島。モンバの生まれ故郷。島の形がワニになっているだけでなく、住人もワニそっくりになっている。島はクロコネシア人が住むクロコネシア村以外はクロコネシア密林に覆われており、島の尻尾の部分に存在する火山には伝説の船レムナスが封印されている試練の洞窟が存在する。
浮遊島
魔の海峡付近に存在する幻の島。深い霧がたちこみ周りが見えなくなっている。その実態は、ハーピエルが歌声によって作り出されていた幻影の島で、本来の姿は幻影によって捕らわれた船の残骸で構成された場所である。
化石島
魔の海峡を越えた先に存在する孤島。島には植物は存在せず、荒地となっている。島の中心にはうたかたの神殿が存在し、その中に存在する新月の祭壇には、闇の妖精王ゼフィスの海の半身が封印されている。

## 主題歌
メインテーマ「桜見丘」
歌：Local Bus 作詞：野見山睦未/鈴木祥子 作曲：Local Bus 編曲：Local Bus/石川鉄男

## サウンドトラック
- ポポロクロイス～月の掟の冒険～オリジナル･サウンドトラック（2004年4月21日）